# Suzanne Bertish
Suzanne Bertish (Hammersmith, Londres, 7 de agostro de 1951) es una actriz inglesa.
Educada en la Escuela Woldingham, Bertish se unió a la Royal Shakespeare Company y apareció en muchas de sus producciones, incluida su versión maratónica de ocho horas y media de The Life and Adventures of Nicholas Nickleby de Charles Dickens, en la que interpretó tres roles. Repitió estos tres papeles en la versión televisiva de 1982 de la obra completa. Más tarde fue vista en la producción de Shakespeare de BBC Television de La comedia de las equivocaciones de Shakespeare (1983) como Adriana.
También ha desempeñado pequeños papeles en varias películas, incluido la película de Harrison Ford Hanover Street y la película de vampiros El ansia. Tuvo un papel recurrente como Eleni en la serie de televisión por cable Roma (2005-2007). En 2009 tuvo un papel en una producción de Breakfast at Tiffany's en el Theatre Royal Haymarket.
También apareció como una versión mujer de Arnold Rimmer (Arlene Rimmer), en el episodio de Enano Rojo, "Parallel Universe" (1988).

## Filmografía
- 1978: Armchair Thriller .... Clare Omney (3 episodios, 1978)
- 1979: ITV Playhouse .... Lena (1 episodio, 1979)
- 1979: Hanover Street .... Chica francesa
- 1979: BBC Play of the Month .... Kate Croy (1 episodio, 1979)
- 1981: The Three Sisters (serie de televisión) .... Masha
- 1981: Maybury .... Julia Charlton (1 episodio, 1981)
- 1982: The Life and Adventures of Nicholas Nickleby .... Fanny Squeers / ... (2 episodios, 1982)
- 1982: Shakespeare Lives! (serie de televisión)
- 1983: La comedia de las equivocaciones (serie de televisión) .... Adriana
- 1983: El ansia .... Phyllis
- 1983: To the Lighthouse (serie de televisión) .... Lily Briscoe
- 1984: Shine on Harvey Moon .... Frieda Gottlieb (17 episodios, 1984–1985)
- 1984: Freud (miniserie de televisión) .... Minna Bernays
- 1984: Play for Today .... Alice Durkow (1 episodio, 1984)
- 1986: Girls on Top .... RSC Actress 1 (1 episodio, 1986)
- 1986: Ladies in Charge .... Clara Cane (1 episodio, 1986)
- 1986: Lenny Henry Tonite (1 episodio, 1986)
- 1987: Hearts of Fire .... Anne Ashton
- 1988: Enano Rojo .... Arlene Rimmer (1 episodio, 1988)
- 1988: Inspector Morse .... Cheryl Baines (1 episodio, 1988)
- 1988: The Modern World: Ten Great Writers .... Rebekka West (1 episodio, 1988)
- 1989: The Bill .... Dra. Reece (1 episodio, 1989)
- 1989: A Day in Summer (serie de televisión) .... Georgina
- 1990: Casualty .... Caroline Collier (1 episodio, 1990)
- 1990: The Monk .... Hermana Mariana
- 1992: Shakespeare: The Animated Tales .... Titania (1 episodio, 1992)
- 1992: Venice/Venice .... Carlotta
- 1993: Screen One .... Rosa Klein (1 episodio, 1993)
- 1993: 15: The Life and Death of Philip Knight (serie de televisión) .... Margaret Harris
- 1993: Lifestories: Families in Crisis .... Dean Stellar (1 episodio, 1993)
- 1994: Mr. Bean .... Maestro de arte (1 episodio, 1994)
- 1994: Love Hurts .... Mirav Levison (4 episodios, 1994)
- 1995: Absolutamente fabulosas .... Gina (1 episodio, 1995)
- 1995: Thin Ice .... Lotte
- 1995: Space Precinct .... Regina Baylek (1 episodio, 1995)
- 1996: Crimetime .... Lady Macbeth
- 1997: Bent .... Medio hombre, media mujer
- 1997: Peak Practice .... Dra. Brodie (1 episodio, 1997)
- 1998: Coronation Street .... Viv Fay (1 episodio, 1998)
- 1999: The Scarlet Pimpernel .... La Touraine (1 episodio, 1999)
- 1999: The 13th Warrior .... Hulda
- 2000: Silent Witness .... Eva Horowitz (1 episodio, 2000)
- 2003: La primavera romana de la Sra. Stone (serie de televisión) .... Julia
- 2003: The Commander (serie de televisión) .... Vivian Newburgh
- 2004: Rosemary & Thyme .... Emma Standish (1 episodio, 2004)
- 2004: The Grid (miniserie de televisión) .... Sarah Camfield (unknown episodios)
- 2004: Judas (película de televisión) .... Rohab
- 2005: Love Soup .... Sally (1 episodio, 2005)
- 2005: The Toybox .... Madeline Usher
- 2005: The Upside of Anger .... Gina
- 2007: Roma .... Eleni (14 episodios, 2005–2007)
- 2007: Trial & Retribution .... Ms Newburgh (1 episodio, 2007)
- 2009: Die Päpstin .... Bishop Arnaldo
- 2009: Holy Money .... Charlotte
- 2010: Agatha Christie's Poirot .... Miss Milray (1 episodio, 2010)
- 2011: W.E. .... Lady Cunard
- 2016: Mercy Street .... Matron Brannan
- 2017: La buena esposa .... Dusty Berkowitz
- 2017: Film Stars Don't Die in Liverpool .... Fifi Oscard
- 2021: Sex Education .... Relationship Counselor/Therapist
- 2021: Benediction .... Lady Ottoline Morrell
- 2023; La monja II .... Madame Laurent
- 2023: Dead Ringers .... Linbda (3 episodios)